# 3e Gemotoriseerde Korps (Wehrmacht)
Het 3e Gemotoriseerde Korps (Duits: Generalkommando III. Armeekorps (mot.)) was een Duits legerkorps van de Wehrmacht tijdens de Tweede Wereldoorlog. Het korps kwam in actie in Oekraïne in 1941 en 1942.
Van februari tot april 1942, rondom de verdediging langs de zuidrand van de Barvenkovo-saillant, werd het korps ook “Gruppe Mackensen” of ook “Stoßgruppe Mackensen” genoemd.

## Krijgsgeschiedenis

### Oprichting
Het 3e Gemotoriseerde Korps werd opgericht op 21 maart 1941 in Polen door omdopen van het 3e Legerkorps.

### 1941
Bij de inval in de Sovjet-Unie op 22 juni 1941 (Operatie Barbarossa) was het korps onderdeel van Panzergruppe 1 en rukte vanuit Galicië Oekraïne binnen. Het korps rukte op via Loetsk en nam deel aan de tankslag van Loetsk-Doebno eind juni. De 13e en 14e Pantserdivisies van het korps waren daarna in gevechten rondom de Stalin-linie verwikkeld rondom Zjytomyr. Eind juli bereikte het korps de Dnjepr bij Dnepropetrovsk. De verdere opmars voerde het korps naar Marioepol en in november tot aan Rostov. Na een succesvolle tegenaanval van de Sovjets rond Rostov moest het korps zich terugtrekken naar de Mioes-stelling. Aan het eind van het jaar beschikte het korps hier over de 13e en 14e Pantserdivisies, de Leibstandarte SS Adolf Hitler, de 60e Gemotoriseerde Divisie en de 125e Infanteriedivisie. Het korps lag aan de Zwarte Zee kust bij Taganrog.

### 1942

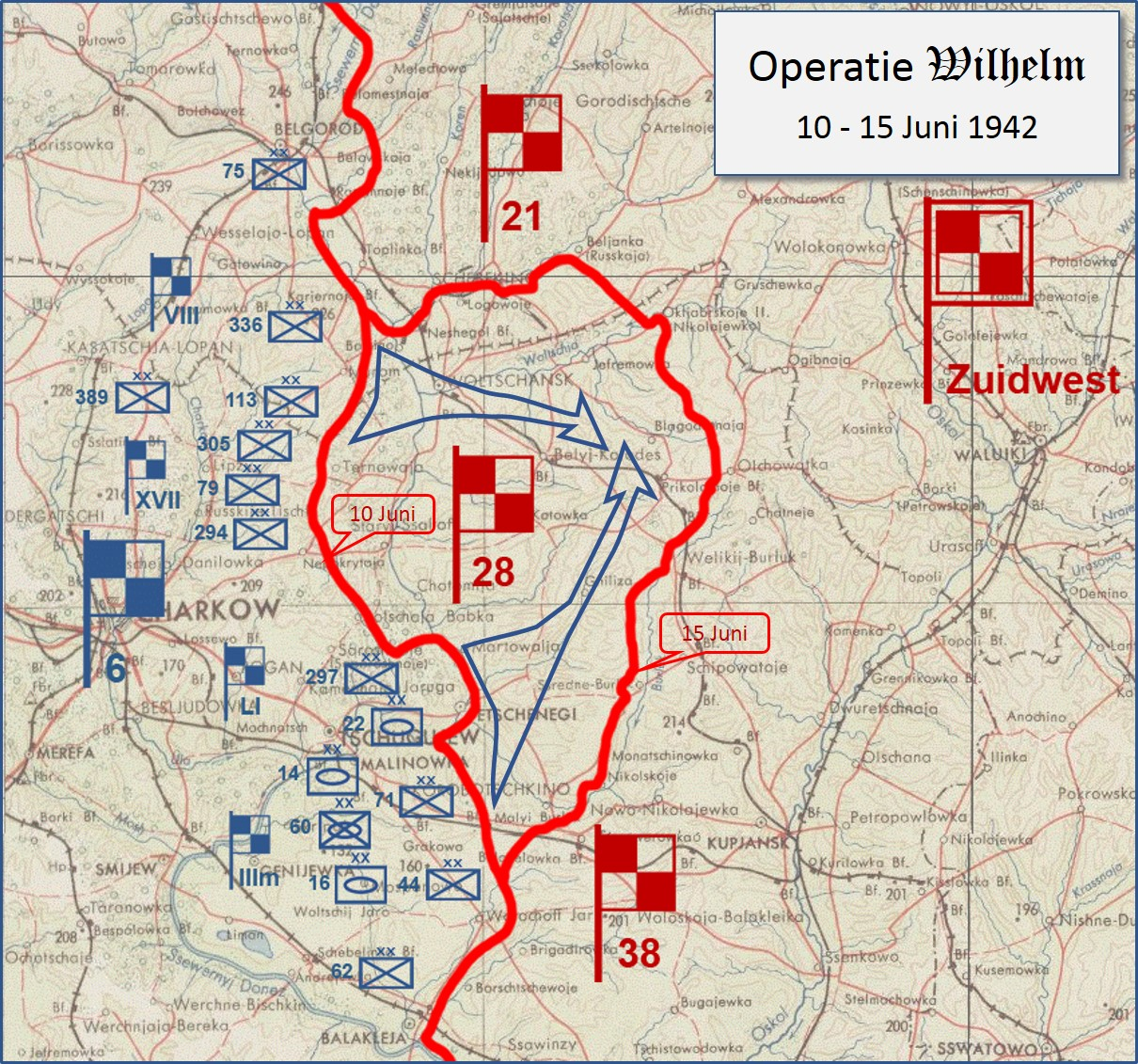
Operatie Wilhelm, juni 1942

Nadat de Sovjets in hun winteroffensief bij Barvenkovo een diepe doorbraak hadden gemaakt in het Duitse front, werd het korps in januari 1942 daarheen gedirigeerd om de zuidflank van de saillant te verdedigen. In deze positie bleef het korps gedurende enkele maanden. Toen ontbrandde op 12 mei de Tweede Slag om Charkov. Nadat de eerste aanval van de Sovjets doodgelopen was, startte het korps aan de zuidzijde van de saillant het tegenoffensief, en met de 14e en 16e Pantserdivisies de 60e Gemotoriseerde Divisie trok het noordwaarts vanuit Barvenkovo. Op 23 mei kon het korps contact maken met de 3e en 23e Pantserdivisies, die vanuit het noorden kwamen. Meerdere Sovjetlegers waren ingesloten en ondanks verwoede pogingen uit te breken tot het eind van de maand, gingen rond 240.000 Sovjetsoldaten in krijgsgevangenschap. Van 10 tot 15 juni vormde het korps de kern van Operatie Wilhelm, waarin het korps aanviel naar het noordoosten langs de Boerloek rivier, als zuidelijk tang-arm van de geplande omsingeling van het 28e Sovjetleger in wat over was van de Voltsjansk-saillant. Daarmee gaf deze beweging zuidelijke dekking aan de geplande opmars van het 6e Duitse Leger in fase 1 van Fall Blau. Dit lukte, maar het aantal krijgsgevangenen was laag.
Het 3e Gemotoriseerde Korps werd op 21 juni 1942 oostelijk van Charkiv omgedoopt in 3e Pantserkorps.

## Bovenliggende bevelslagen
| Leger          | Legergroep       | Plaats/regio                       | Begin           | Eind            |
| -------------- | ---------------- | ---------------------------------- | --------------- | --------------- |
| 17. Armee      | Heeresgruppe B   | Polen                              | 21 maart 1941   | april 1941      |
| 6. Armee       | Heeresgruppe A   | Polen                              | mei 1941        | 21 juni 1941    |
| Panzergruppe 1 | Heeresgruppe Süd | Galicië, Oeman, Kyiv               | 22 juni 1941    | 25 oktober 1941 |
| 1. Panzerarmee | Heeresgruppe Süd | Rostov, Mioes, Barvenkovo, Charkiv | 25 oktober 1941 | 29 mei 1942     |
| 6. Armee       | Heeresgruppe Süd | Charkiv                            | 29 mei 1942     | 17 juni 1942    |
| 1. Panzerarmee | Heeresgruppe Süd | Charkiv                            | 17 juni 1942    | 21 juni 1942    |

## Commandant
| Rang                   | Naam                   | Begin         | Eind         |
| ---------------------- | ---------------------- | ------------- | ------------ |
| General der Kavallerie | Eberhard von Mackensen | 21 maart 1941 | 21 juni 1942 |